# Phil Cunningham
Pour les articles homonymes, voir Cunningham.
Phillip « Phil » Cunningham, né le 7 décembre 1974 à Macclesfield, est un guitariste anglais qui fut membre des groupes Marion, New Order et Bad Lieutenant.